# Neuheim
Neuheim je obec ve švýcarském kantonu Zug. Nachází se asi 6 kilometrů severovýchodně od hlavního města Zugu. Žije zde přibližně 2 300 obyvatel.

## Geografie
Obec Neuheim leží na severním okraji kantonu Zug mezi řekami Sihl a Lorze. Sousedními obcemi jsou bývalá mateřská obec Menzingen na jihu a Baar na západě; také Hausen am Albis na severu a Horgen na severovýchodě, obě v kantonu Curych.

## Historie

Neuheim (1966)

Neuheim jako místo je doložen v roce 1087 v listinách kláštera svatého Blasiena ve Schwarzwaldu, kdy šlechtic Adlelbold von Neuheim (v listině psán jako Adelbold de niuheim) - příbuzný baronů ze Sellenbürenu - odkázal rozsáhlé statky na hoře. Baronům ze Sellenbürenu se také připisuje založení kostela v Neuheimu. Samotný kostel je v listinách poprvé zmiňován v roce 1173, kdy papež Kalixt II. potvrdil vlastnictví kostela „Panny Marie v Neuheimu“ klášteru svatého Blasiena.
Vrchnostenskou soudní pravomoc měli Habsburkové. Od roku 1675 mohli farníci z Neuheimu vykonávat patronátní práva sami. S novou kantonální ústavou v roce 1848 se farnost Neuheim i politicky oddělila od Menzingenu a od té doby tvoří samostatnou obec. Topograficky velmi členitou a málo rozvinutou obec charakterizoval chov dobytka a mlékárenství. V 18. a 19. století byla důležitá také podomácká práce, organizovaná především z Curychu: v roce 1850 měly téměř dvě třetiny ze 118 domácností zaměstnání ve tkalcovství hedvábí.

## Obyvatelstvo
| Rok            | 1743 | 1799 | 1850 | 1900 | 1950 | 1970 | 2000 |
| Počet obyvatel | 442  | 532  | 764  | 605  | 739  | 781  | 1920 |

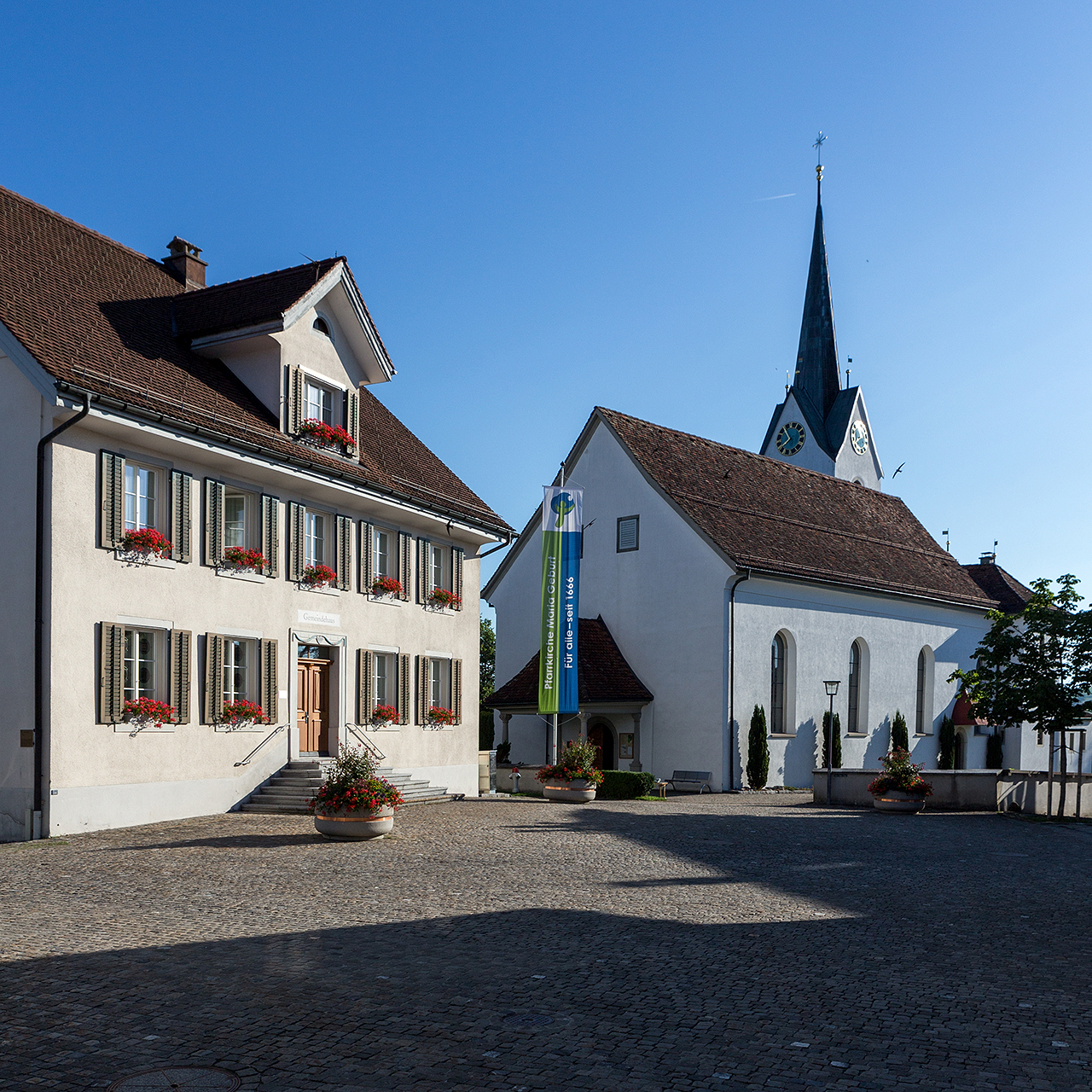
Náměstí v Neuheimu

K 31. prosinci 2021 v obci žilo 2338 obyvatel. Podíl cizinců tvoří 23,9 %. Počet obyvatel se výrazně zvýšil zejména v posledních desetiletích. 

## Doprava
Do Neuheimu se lze dostat autobusovými linkami ZVB 31 a 32; linka 31 jede do Sihlbruggu a linka 32 přes Neuheim do Menzingenu. Neuheim má přímé silniční spojení po hlavní silnici se Sihlbruggem (obec Baar), Edlibachem (obec Menzingen) a Baarem. Nejbližší železniční stanice se nachází v Baaru a Zugu.